# Southern China Bowl 2021
Il Southern China Bowl 2021 è la 1ª edizione dell'omonimo torneo di football americano.

## Squadre partecipanti
| Club               | Città    | Stadio | Sponsor ufficiale | Risultato nella stagione 2020 |
| ------------------ | -------- | ------ | ----------------- | ----------------------------- |
| Chengdu Mustangs   | Chengdu  |        |                   |                               |
| Foshan Tigers      | Foshan   |        |                   |                               |
| Guangzhou Apaches  | Canton   |        |                   |                               |
| Guangzhou Goats    | Canton   |        |                   |                               |
| Haikou Cruisers    | Haikou   |        |                   |                               |
| Kunming Seahawks   | Kunming  |        | Beck's            |                               |
| Shenzhen Buffaloes | Shenzhen |        |                   |                               |

## Stagione regolare

### Calendario

#### 1ª giornata
| 28 marzo 2021 | Guangzhou Goats | 54 – 0 | Shenzhen Buffaloes |  |

#### 2ª giornata
| 10 aprile 2021 | Chengdu Mustangs | 36 – 6 | Kunming Seahawks |  |

#### 3ª giornata
| 17 aprile 2021 | Haikou Cruisers | 0 – 34 | Guangzhou Apaches |  |

| 18 aprile 2021 | Foshan Tigers | 26 – 0 | Shenzhen Buffaloes |  |

#### 4ª giornata
Giornata rinviata

#### 5ª giornata
| 22 maggio 2021 | Kunming Seahawks | 0 – 28 | Chengdu Mustangs |  |

#### 6ª giornata
| 30 maggio 2021 | Foshan Tigers | – | Guangzhou Apaches |  |

#### Recuperi 1
| 5 giugno 2021 | Haikou Cruisers | – | Guangzhou Goats |  |

### Classifica
La classifica della regular season è la seguente:
- PCT = percentuale di vittorie, G = partite giocate, V = partite vinte,  P = partite perse, PF = punti fatti, PS = punti subiti

| Pos. | Squadra            | PCT   | G | V | N | P | PF | PS |
| ---- | ------------------ | ----- | - | - | - | - | -- | -- |
| 1    | Chengdu Mustangs   | 1.000 | 2 | 2 | 0 | 0 | 56 | 6  |
| 2    | Guangzhou Goats    | 1.000 | 1 | 1 | 0 | 0 | 54 | 0  |
| 3    | Guangzhou Apaches  | 1.000 | 1 | 1 | 0 | 0 | 34 | 0  |
| 4    | Foshan Tigers      | 1.000 | 1 | 1 | 0 | 0 | 26 | 0  |
| 5    | Haikou Cruisers    | .000  | 1 | 0 | 0 | 1 | 0  | 34 |
| 6    | Kunming Seahawks   | .000  | 2 | 0 | 0 | 2 | 6  | 64 |
| 7    | Shenzhen Buffaloes | .000  | 2 | 0 | 0 | 2 | 0  | 80 |

## Playoff

### Tabellone
|  | Wild card | Wild card | Wild card |     |  | Semifinali | Semifinali | Semifinali |  |  | I Finale | I Finale | I Finale |  |
|  |           |           |           |     |  |            |            |            |  |  |          |          |          |  |
|  |           |           |           |     |  | 1          | TBD        |            |  |  |          |          |          |  |
|  |           |           |           |     |  | 1          | TBD        |            |  |  |          |          |          |  |
|  |           |           |           | TBD |  |            |            |            |  |  |          |          |          |  |
|  | 4         | TBD       |           |     |  |            |            |            |  |  |          |          |          |  |
|  | 4         | TBD       |           |     |  |            |            |            |  |  |          |          |          |  |
|  | 5         | TBD       |           |     |  |            |            |            |  |  |          |          |          |  |
|  | 5         | TBD       | TBD       |     |  |            |            |            |  |  |          |          |          |  |
|  |           |           |           |     |  |            |            |            |  |  |          |          |          |  |
|  |           |           | TBD       |     |  |            |            |            |  |  |          |          |          |  |
|  |           |           |           |     |  |            |            |            |  |  |          |          |          |  |
|  |           |           |           |     |  |            |            |            |  |  |          |          |          |  |
|  |           |           |           |     |  |            |            |            |  |  |          |          |          |  |
|  |           | 2         | TBD       |     |  |            |            |            |  |  |          |          |          |  |
|  |           |           |           |     |  |            |            |            |  |  |          |          |          |  |
|  |           |           |           | TBD |  |            |            |            |  |  |          |          |          |  |
|  | 3         | TBD       |           |     |  |            |            |            |  |  |          |          |          |  |
|  | 3         | TBD       |           |     |  |            |            |            |  |  |          |          |          |  |
|  | 6         | TBD       |           |     |  |            |            |            |  |  |          |          |          |  |

### Wild Card
| 19 giugno 2021 | TBD | – | TBD |  |

| 19 giugno 2021 | TBD | – | TBD |  |

### Semifinali
| 10 luglio 2021 | TBD | – | TBD |  |

| 10 luglio 2021 | TBD | – | TBD |  |

### I Finale
| 31 luglio 2021 | TBD | – | TBD |  |

## Verdetti
- TBD Vincitori del Southern China Bowl 2021